# 2-га танкова дивізія СС «Дас Райх»
2-га танкова дивізія СС «Дас Райх» (нім. 2. SS-Panzer-Division „Das Reich“) — німецьке військове формування, танкова дивізія у складі військ Ваффен-СС, що брала участь у бойових діях на Східному та Західному фронтах під час Другої Світової Війни.
Дивізія була сформована з полків SS-Verfügungstruppe. Вона брала участь у Французькій кампанії, Операції «Оверлорд» та Балатонській операції.
Дивізія стала відомою через брутальність бійців та вчинення воєнних злочинів під час операцій. Дивізія була відповідальна за низьку етнічних чисток, серед них різнана в Тюлі та масові вбивства в Орадур-сюр-Глан, обидва які відбулися у Франції.

## Історія

### Дивізія посилення СС
19 жовтня 1939 року із частин посилення СС було створено першу дивізію СС, яка отримала назву - дивізія посилення СС. Першим командиром дивізії став Группенфюрер СС Пауль Хауссер. Основу дивізії складали полки СС "Дойчланд", "Германія" і "Дер Фюрер". Деякі частини дивізії отримали бойовий досвід під час Польської кампанії.
У травні-червні 1940 року дивізія посилення СС успішно вела бойові дії в Голландії, Бельгії та Франції і дійшла до іспанського кордону.

### Моторизована дивізія СС "Райх"
У грудні 1940 року дивізія посилення СС була переформована в моторизовану дивізію СС "Райх". Зі складу дивізії був виключений полк СС "Германія".
До квітня 1941 року дивізія знаходилася в окупованій Франції. Потім моторизована дивізія СС "Райх" була розміщена у Румунії в районі Тімішоарі, де увійшла до складу 41-го моторизованого корпусу разом з моторизованим полком "Гроссдойчланд" і бригадою "Герман Герінг". 
У квітні 1941 дивізія взяла участь в бойових діях в Югославії. Після Балканської кампанії моторизована дивізія СС "Райх" в травні 1941 була відведена в Австрію на відпочинок. Для участі в операції "Барбаросса" дивізія була поповнена людьми і технікою і стала одним з найпотужніших з'єднань Третього Рейху. Дивізія мала в своєму складі 19 021 солдата і офіцера.
З червня по листопад 1941 року моторизована дивізія СС "Райх" була частиною 2-ї танкової групи Генерала Гудеріана в складі групи армій "Центр". Дивізія наступала на південь від Мінська, переправилася через Дніпро у Могильова, брала участь в боях у Єльні. Потім разом з іншими частинами 2-ї танкової групи дивізія повернула на південь назустріч 1-й танковій групі для оточення великого радянського угруповання на схід від Києва і 18 вересня дійшла до Прилук. Потім дивізія СС "Райх" була перекинута на центральну ділянку Східного фронту для наступу на Москву. Боролася у Можайська, Бородіно та в районі Москви. У листопаді 1941 року підрозділи дивізії СС "Райх" знаходилися всього в декількох кілометрах від Москви, проте грудневий наступ Червоної армії змусив дивізію СС "Райх" разом з іншими частинами групи армій "Центр" почати відступ.
З грудня 1941 року до початку березня 1942 року моторизована дивізія СС «Райх» вела оборонні бої в районах Істри, Руза і Ржева. З березня по липень 1942 року дивізія перебувала на відпочинку і поповненні в Німеччині. У травні 1942 року моторизована дивізія СС "Райх" була перейменована в моторизовану дивізію СС "Дас Райх".
У липні 1942 року дивізія була переведена в північно-східну Францію і до січня 1943 року вона виконувала окупаційні функції.

### Панцергренадерська дивізія СС «Дас Райх»
У листопаді 1942 року моторизована дивізія СС «Дас Райх» була перейменована в панцергренадерську дивізію СС «Дас Райх».
У січні 1943 року Панцергренадерська дивізія СС «Дас Райх» повернулася на Східний Фронт. У лютому-березні 1943 року в складі танкового корпусу СС дивізія вела важкі бої під Харковом.
У травні-червні 1943 року дивізія «Дас Райх» перебувала на відпочинку і поповненні і готувалася до літнього наступу. У липні 1943 року панцергренадерська дивізія СС «Дас Райх» брала участь в операції «Цитадель» і наступала в напрямку Курська на південному фасі Курської дуги: боролася під Бєлгородом, Обоянню і Прохорівкою.
У серпні-вересні 1943 року дивізія вела важкі оборонні бої на річці Міус і в районі на захід від Харкова. У битві під Курськом і подальших оборонних боях дивізія зазнала значних втрат.

### 2-га танкова дивізія СС «Дас Райх»
22 жовтня 1943 року панцергренадерська дивізія СС «Дас Райх» була перейменована в 2-гу танкову дивізію СС «Дас Райх».  
У жовтні-грудні 1943 року 2-га танкова дивізія СС «Дас Райх» вела важкі бої проти наступаючих радянських військ на Дніпрі, під Києвом, Фастовом і Житомиром.
У лютому 1944 року залишки танкової дивізії СС "Дас Райх" були відправлені на відпочинок і відновлення до Франції в район Тулузи, залишивши на фронті бойову групу Ламмердінга і вцілілу бронетехніку.
В результаті несподіваного весняного радянського наступу в оточенні під Кам'янець-Подільському опинилася 1-ша танкова армія. До її складу входила танкова бойова група "Дас Райх". Коридор до оточених військ пробивали танкові дивізії СС "Лейбштандарт СС Адольф Гітлер", "Фрунсберг" і "Гогенштауфен".
У травні 1944 року залишки танкової бойової групи Ламмердінга приєдналися у Франції до головних сил дивізії, які перебували на відновленні в Тулузі.
10 червня у Орадур-сюр-Глан рота з 4-го панцергренадерського полку СС "Дер Фюрер" під командуванням Штурмбаннфюрера СС Адольфа Дікмана знищила 642 мирних жителів.

### Бої в Нормандії
З червня 1944 року дивізія боролася в Нормандії з військами союзників. Протягом усього літа дивізія СС "Дас Райх" вела важкі бої в районах Кутанса, Сен-ло, Персі, Моргена.
У цих боях відзначився командир танку Обершарфюрер СС Ернст Баркман з 4-ї роти 2-го танкового полку СС "Дас Райх". 27 липня він на своїй "Пантері" вступив в бій з колоною американських танків "Шерман" і із 14 машин підбив 9, після чого, не дивлячись на нальоти авіації союзників, зміг відійти до розташування своїх військ.
28 липня загинув командир дивізії Оберштурмбаннфюрер СС Крістіан Тіхсен.
В кінці серпня дивізія відступила до Рузану, Сен-Віту, потім до кордону Німеччини.

### Арденнський наступ
У листопаді 1944 року 2-га танкова дивізія СС "Дас Райх" була поповнена.
З грудня 1944 по січень 1945 років 2-га танкова дивізія СС "Дас Райх" брала участь в Арденнській операції у складі 6-ї танкової армії Оберст-Группенфюрера СС і Генерал-полковника Ваффен-СС Йозефа Дітріха. Після того, як наступ німецьких військ захлинувся, в кінці січня 1945 дивізія була відправлена в Угорщину на Східний фронт.

### Операція "Весняне пробудження"
У лютому 1945 року 2-га танкова дивізія СС "Дас Райх" разом з іншими дивізіями 6-ї танкової армії СС була перекинута в Угорщину, де зробила невдалий наступ в районі озера Балатон. Вражений невдачею, яку зазнали його кращі війська, Гітлер розпорядився позбавити манжетних стрічок всіх солдатів усіх дивізій 6-ї танкової армії СС, в тому числі і 2-ї танкової дивізії СС "Дас Райх".
У квітні 1945 року дивізія СС "Дас Райх" відступила в Австрію. Потім вела бої з радянськими військами під Віднем та в Чехословаччині. Основна частина залишків дивізії здалася в полон американським військам 8 травня 1945 року.

## Структура
- 2-й танковий полк СС «Дас Райх»
- 3-й панцергренадерський полк СС «Дойчланд»
- 4-й панцергренадерський полк СС «Дер Фюрер»
- 2-й самохідний артилерійський полк СС «Дас Райх»
- 2-й протитанковий батальйон СС «Дас Райх»
- 2-й батальйон штурмових гармат СС «Дас Райх»
- 2-й самохідний розвідувальний батальйон СС «Дас Райх»
- 2-й самохідний саперний батальйон СС «Дас Райх»
- 2-й зенітний батальйон СС «Дас Райх»
- 2-й самохідний батальйон зв'язку СС «Дас Райх»
- 2-й самохідний ремонтний батальйон СС «Дас Райх»
- 2-й санітарний батальйон СС «Дас Райх»
- 2-й батальйон постачання СС «Дас Райх»

## Командування
- Обергруппенфюрер СС та Генерал Ваффен-СС Пауль Гауссер (19 жовтня 1939 — 14 жовтня 1941)
- Бригадефюрер СС та Генерал-майор Ваффен-СС Вільгельм Біттріх (14 жовтня — 31 грудня 1941)
- Бригадефюрер СС та Генерал-майор Ваффен-СС Маттіас Кляйнгайстеркамп (31 грудня 1941 — 19 квітня 1942)
- Группенфюрер СС та Генерал-лейтенант Ваффен-СС Георг Кепплер (19 квітня 1942 — 10 лютого 1943)
- Оберфюрер СС Герберт-Ернст Фаль (10 лютого — 18 березня 1943)
- Оберфюрер СС Курт Бразак (18 — 29 березня 1943)
- Группенфюрер СС та Генерал-лейтенант Ваффен-СС Вальтер Крюгер (29 березня — 23 жовтня 1943)
- Бригадефюрер СС та Генерал-майор Ваффен-СС Гайнц Ламмердінг (23 жовтня 1943 — 24 липня 1944)
- Оберштурмбаннфюрер СС Крістіан Тіхсен (24 — 28 липня 1944)
- Оберфюрер СС Отто Баум (28 липня — 23 жовтня 1944)
- Бригадефюрер СС та Генерал-майор Ваффен-СС Гайнц Ламмердінг (23 жовтня 1944 — 20 січня 1945)
- Штандартенфюрер СС Карл Кройтц (20 січня — 4 лютого 1945)
- Группенфюрер СС та Генерал-лейтенант Ваффен-СС Вернер Остендорф (4 лютого — 9 березня 1945)
- Штандартенфюрер СС Рудольф Леман (9 березня — 13 квітня 1945)
- Штандартенфюрер СС Карл Кройтц (13 квітня — 8 травня 1945)

## Нагороджені Лицарським хрестом Залізного хреста
За час існування дивізії 70 осіб її особового складу були нагороджені Лицарським хрестом Залізного хреста.

### Лицарський хрест Залізного хреста (66)
- Фелікс Штайнер — Оберфюрер СС, командир штандарту СС «Дойчланд» (15 серпня 1940)
- Георг Кепплер — Оберфюрер СС, командир штандарту СС «Дер Фюрер» (15 серпня 1940)
- Фріц Вітт — Штурмбаннфюрер СС, командир 1-го батальйону штандарту СС «Дойчланд» (4 вересня 1940)
- Людвіг Кепплінгер — Гауптшарфюрер СС, командир взводу в 11-й роті штандарту СС «Дер Фюрер» (4 вересня 1940)
- Фріц Вогт — Оберштурмфюрер СС, командир взводу в 2-й роті розвідувального батальйону СС (4 вересня 1940)
- Фріц Клінгенберг — Гауптштурмфюрер СС, командир 2-ї роти мотоциклетного батальйону СС «Райх» (14 травня 1941)
- Пауль Гауссер — Группенфюрер СС та Генерал-лейтенант Ваффен-СС, командир дивізії СС «Райх» (8 серпня 1941)
- Еріх Росснер — Унтершарфюрер СС, гарматник 2-ї батареї 2-го протитанкового батальйону СС «Райх» (25 серпня 1941)
- Вернер Остендорф — Штурмбаннфюрер СС, начальник оперативного відділу дивізії СС «Райх» (13 вересня 1941)
- Фріц Рентроп — Оберштурмфюрер СС, командир 2-го зенітного батальйону СС «Райх» (13 жовтня 1941)
- Вільгельм Біттріх — Оберфюрер СС, командир піхотного полку СС «Дойчланд» (14 грудня 1941)
- Отто Кумм — Оберштурмбаннфюрер СС, командир моторизованого полку СС «Дер Фюрер» (16 лютого 1942)
- Маттіас Кляйнгайстеркамп — Бригадефюрер СС та Генерал-майор Ваффен-СС, командир дивізії СС «Райх» (31 березня 1942)
- Крістіан Тіхсен — Штурмбаннфюрер СС, командир 2-го батальйону 2-го танкового полку СС «Дас Райх» (31 березня 1943)
- Герберт-Ерст Валь — Оберфюрер СС, командир панцергренадерської дивізії СС «Дас Райх» (31 березня 1943)
- Гайнц Гармель — Оберштурмбаннфюрер СС, командир панцергренадерського полку СС «Дойчланд» (31 березня 1943)
- Карл-Гайнц Вортман — Гауптшарфюрер СС, командир взводу в 6-й роті 2-го танкового полку СС «Дас Райх» (31 березня 1943)
- Гайнц Махер — Унтерштурмфюрер СС, командир 16-ї роти 3-го панцергренадерського полку СС «Дойчланд» (3 квітня 1943)
- Вінценц Кайзер — Гауптштурмфюрер СС, командир 3-го батальйону 4-го панцергренадерського полку СС «Дер Фюрер» (6 квітня 1943)
- Сильвестр Штадлер — Штурмбаннфюрер СС, командир 2-го батальйону 4-го панцергренадерського полку СС «Дер Фюрер» (6 квітня 1943)
- Ганс Вайс — Гауптштурмфюрер СС, командир 2-го розвідувального батальйону СС «Дас Райх» (6 квітня 1943)
- Йакоб Фік — Штурмбаннфюрер СС, командир 1-го батальйону мотоциклетного полку СС «Лангемарк» (23 квітня 1943)
- Карл Клосковскі — Гауптшарфюрер СС, командир взводу в 4-й роті 2-го танкового полку СС «Дас Райх» (13 липня 1943)
- Гельмут Шрайбер — Гауптштурмфюрер СС, командир 10-ї роти панцергренадерського полку СС «Дойчланд» (30 липня 1943)
- Гюнтер-Ебергард Вісліцені — Штурмбаннфюрер СС, командир 3-го батальйону панцергренадерського полку СС «Дойчланд» (30 липня 1943)
- Алоїс Вебер — Гауптшарфюрер СС, командир взводу в 16-й роті панцергренадерського полку СС «Дойчланд» (30 липня 1943)
- Вальтер Кніп — Штурмбаннфюрер СС, командир 2-го батальйону штурмових гармат СС «Дас Райх» (14 серпня 1943)
- Йогган Талер — Унтершарфюрер СС, водій танку в 6-й роті 2-го танкового полку СС «Дас Райх» (14 серпня 1943)
- Зімон Грашер — Унтершарфюрер СС, командир взводу в 9-й роті панцергренадерського полку СС «Дер Фюрер» (14 серпня 1943)
- Віллі Гріме — Оберштурмфюрер СС, командир 4-ї роти панцергренадерського полку СС «Дер Фюрер» (17 вересня 1943)
- Йозеф Лайнер — Обершарфюрер СС, командир взводу в 1-й роті панцергренадерського полку СС «Дер Фюрер» (8 жовтня 1943)
- Дітер Кестен — Гауптштурмфюрер СС, командир 6-ї роти 2-го танкового полку СС «Дас Райх» (12 листопада 1943)
- Ганс фон Райценштайн — Оберштурмбаннфюрер СС, командир 2-го танкового полку СС «Дас Райх» (13 листопада 1943)
- Зігфрід Бросов — Гауптштурмфюрер СС, командир 1-ї роти 2-го самохідного саперного батальйону СС «Дас Райх» (13 листопада 1943)
- Вольфганг Редер — Оберштурмфюрер СС, командир 3-ї батареї 2-го батальйону штурмових гармат СС «Дас Райх» (1 грудня 1943)
- Альфред Зіглінг — Обершарфюрер СС, командир взводу в 1-й роті 2-го самохідного розвідувального батальйону СС «Дас Райх» (2 грудня 1943)
- Альфред Лекс — Гауптштурмфюрер СС, командир 1-го батальйону 4-го панцергренадерського полку СС «Дер Фюрер» (10 грудня 1943)
- Гельмут Кемпфе — Штурмбаннфюрер СС, командир 3-го батальйону 4-го панцергренадерського полку СС «Дер Фюрер» (10 грудня 1943)
- Фрідріх Гольцер — Гауптштурмфюрер СС, командир 1-ї роти 2-го танкового полку СС «Дас Райх» (10 грудня 1943)
- Карл-Гайнц Боска — Оберштурмфюрер СС, ад'ютант 2-го батальйону 2-го танкового полку СС «Дас Райх» (16 грудня 1943)
- Віллі Зімке — Гауптшарфюрер СС, командир взводу в 5-й роті 2-го танкового полку СС «Дас Райх» (16 грудня 1943)
- Герберт Шульце — Штурмбаннфюрер СС, командир 2-го батальйону 4-го панцергренадерського полку СС «Дер Фюрер» (16 грудня 1943)
- Генріх Шмельцер — Оберштурмфюрер СС, командир 2-ї роти 2-го самохідного саперного батальйону СС «Дас Райх» (12 березня 1944)
- Гайнц Ламмердінг — Оберфюрер СС, командир танкової бойової групи СС «Дас Райх» (11 квітня 1944)
- Отто Вайдінгер — Штурмбаннфюрер СС, командир 2-го самохідного розвідувального батальйону СС «Дас Райх» (21 квітня 1944)
- Ганс Екерт — Оберштурмфюрер СС, командир 2-го батальйону 3-го панцергренадерського полку СС «Дойчланд» (4 травня 1944)
- Вольфганг Гаст — Оберштурмфюрер СС, командир 1-го батальйону 2-го самохідного артилерійського полку СС «Дас Райх» (4 червня 1944)
- Карл Мюлек — Унтерштурмфюрер СС, командир взводу в 2-й роті 2-го танкового полку СС «Дас Райх» (4 червня 1944)
- Йоахім Крюгер — Унтерштурмфюрер СС, командир 10-ї роти 4-го панцергренадерського полку СС «Дер Фюрер» (24 червня 1944)
- Адольф Рееб — Унтерштурмфюрер СС, командир взводу в 7-й роті 2-го танкового полку СС «Дас Райх» (23 серпня 1944)
- Гайнц Вернер — Гауптштурмфюрер СС, командир 3-го батальйону 4-го панцергренадерського полку СС «Дер Фюрер» (23 серпня 1944)
- Рудольф Ензелінг — Штурмбаннфюрер СС, командир 1-го батальйону 2-го танкового полку СС «Дас Райх» (23 серпня 1944)
- Франц Громанн — Оберштурмфюрер СС, командир 1-ї роти 3-го панцергренадерського полку СС «Дойчланд» (23 серпня 1944)
- Адольф Рюд — Обершарфюрер СС, командир взводу в роті управління 3-го панцергренадерського полку СС «Дойчланд» (23 серпня 1944)
- Ернст Баркманн — Унтершарфюрер СС, командир танку в 4-й роті 2-го танкового полку СС «Дас Райх» (27 серпня 1944)
- Фріц Ланганке — Штандартеноберюнкер СС, командир взводу в 2-й роті 2-го танкового полку СС «Дас Райх» (27 серпня 1944)
- Ганс Шабшнайдер — Унтершарфюрер СС, відповідальний за боєприпаси 4-ї батареї 2-го самохідного артилерійського полку СС «Дас Райх» (27 серпня 1944)
- Карл Кройтц — Штандартенфюрер СС, командир 2-го самохідного артилерійського полку СС «Дас Райх» (27 серпня 1944)
- Адольф Пайхль — Гауптшарфюрер СС, командир взводу в 12-й роті 4-го панцергренадерського полку СС «Дер Фюрер» (16 жовтня 1944)
- Ернст Август Краг — Штурмбаннфюрер СС, командир 2-го самохідного розвідувального батальйону СС «Дас Райх» (23 жовтня 1944)
- Франц Фраушер — Гауптшарфюрер СС, командир взводу в 4-й роті 2-го танкового полку СС «Дас Райх» (31 грудня 1944)
- Горст Грезіак — Оберштурмфюрер СС, командир 7-ї роти 2-го танкового полку СС «Дас Райх» (25 січня 1945)
- Йоганн Вайт — Оберштурмфюрер СС, командир 3-ї роти 2-го танкового полку СС «Дас Райх» (14 лютого 1945)
- Еміль Зайбольд — Гауптшарфюрер СС, командир взводу в 8-й роті 2-го танкового полку СС «Дас Райх» (6 травня 1945)
- Франц Йозеф Драйке — Гауптштурмфюрер СС, командир 2-го зенітного батальйону СС «Дас Райх» (6 травня 1945)
- Генріх Бастіан — Оберштурмфюрер СС, командир 2-го батальйону 3-го панцергренадерського полку СС «Дойчланд» (6 травня 1945)

### Лицарський хрест Залізного хреста з Дубовим листям (15)
- Отто Кумм — Оберштурмбаннфюрер СС, командир 4-го панцергренадерського полку СС «Дер Фюрер» (6 квітня 1943)
- Вальтер Крюгер — Группенфюрер СС та Генерал-лейтенант Ваффен-СС, командир панцергренадерської дивізії СС «Дас Райх» (31 серпня 1943)
- Гайнц Гармель — Штандартенфюрер СС, командир 3-го панцергренадерського Полку СС «Дойчланд» (7 вересня 1943)
- Сильвестр Штадлер — Оберштурмбаннфюрер СС, командир 4-го панцергренадерського полку СС «Дер Фюрер» (16 вересня 1943)
- Крістіан Тіхсен — Штурмбаннфюрер СС, командир 2-го батальйону 2-го танкового полку СС «Дас Райх» (10 грудня 1943)
- Карл Клосковскі — Оберштурмфюрер СС, командир 7-ї роти 2-го танкового полку СС «Дас Райх» (11 серпня 1944)
- Гайнц Махер — Оберштурмфюрер СС, командир 16-ї роти 3-го панцергренадерського полку СС «Дойчланд» (19 серпня 1944)
- Отто Вайдінгер — Оберштурмбаннфюрер СС, командир 4-го панцергренадерського полку СС «Дер Фюрер» (26 грудня 1944)
- Гюнтер-Ебергард Вісліцені — Оберштурмбаннфюрер СС, командир 3-го панцергренадерського полку СС «Дойчланд» (26 грудня 1944)
- Генріх Шмельцер — Гауптштурмфюрер СС, командир 1-ї роти 2-го самохідного саперного батальйону СС «Дас Райх» (28 лютого 1945)
- Ернст Август Краг — Штурмбаннфюрер СС, командир 2-го самохідного розвідувального батальйону СС «Дас Райх» (28 лютого 1945)
- Карл Кройтц — Штандартенфюрер СС, командир 2-го самохідного артилерійського полку СС «Дас Райх» (6 травня 1945)
- Вернер Остендорф — Группенфюрер СС та Генерал-лейтенант Ваффен-СС, командир 2-ї танкової дивізії СС «Дас Райх» (6 травня 1945)
- Гайнц Вернер — Штурмбаннфюрер СС, командир 3-го батальйону 4-го панцергренадерського полку СС «Дер Фюрер» (6 травня 1945)
- Рудольф Леман — Штандартенфюрер СС, командир 2-ї танкової дивізії СС «Дас Райх» (6 травня 1945)

### Лицарський хрест Залізного хреста з Дубовим листям і Мечами (3)
- Отто Баум — Штандартенфюрер СС, командир 2-ї танкової дивізії СС «Дас Райх» (2 вересня 1944)
- Отто Вайдінгер — Оберштурмбаннфюрер СС, командир 4-го панцергренадерського полку СС «Дер Фюрер» (6 травня 1945)
- Гюнтер Вісліцені — Оберштурмбаннфюрер СС, командир 3-го панцергренадерського полку СС «Дойчланд» (6 травня 1945)